# Frankfurtská škola

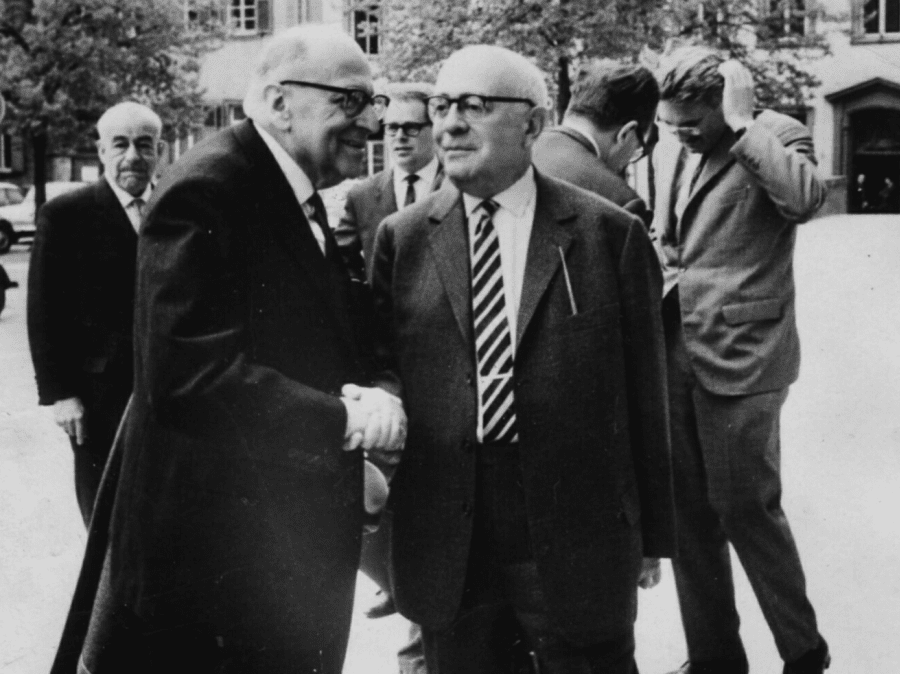
Max Horkheimer (vpředu vlevo), Theodor Adorno (vpředu vpravo), a Jürgen Habermas (vzadu vpravo) v roce 1965 v Heidelbergu.

Frankfurtská škola je označení skupiny sociologů a filosofů sdružených v Institutu pro sociální výzkum (Institut für Sozialforschung, IFS), založeném roku 1923 ve Frankfurtu nad Mohanem. Frankfurtská škola je jedna z nejvlivnějších ve filosofii 20. století a marxologii zvláště.:s.5 V širokých kruzích západoevropských a amerických filosofů, sociologů a publicistů se frankfurtská škola sociálních výzkumů nezřídka nazývá „neomarxismem“ nebo „západním marxismem“, který je obvykle kladen proti „východnímu marxsismu“, tj. marxisticko-leninskému světovému názoru.:s.59 Max Horkheimer (1895–1973), jeden z jejích hlavních představitelů, označil za její hlavní cíl vysvobodit lidské bytosti z okolností, jež je zotročují. Max Horkheimer byl současně také tvůrcem kritické teorie. IFS působil hlavně v Německu a za druhé světové války v americkém exilu. Po válce se vliv Frankfurtské školy rozšířil v celé západní Evropě.

## Historie
Frankfurt byl na počátku 20. století jedním z hlavních kulturních center Německa, navíc zde sídlila početná židovská komunita a rodina Weilů byla její vlivnou součástí. Právě Felix Weil, syn bohatého obchodníka a mecenáše Hermanna Weila, založil roku 1923 Ústav pro sociální výzkum jako součást Frankfurtské univerzity. Jak stojí v zakládajících listinách, hlavní cíl institutu byl výzkum sociálních myšlenek a marxismu. Jednalo se o vůbec první marxisticky orientovaný vědecký ústav v Německu, neboť levice byla v té době na univerzitách potírána. Institut vznikl převážně díky výrazné finanční pomoci Felixe Weila univerzitě, které se po válce nedostávalo financí.
Vedení ústavu svěřil Weil Carlu Grünbergovi. Za jeho vedení byl výzkum orientován na marxistické teorie a dělnické hnutí. V této době působili na IFS Friedrich Pollock (jako asistent Grünberga), Max Horkheimer, Leo Löwenthal, Karl A. Wittvogel a Henryk Grossmann — členové pozdějšího horkheimerovského kruhu.
Roku 1930, dva roky po Grünbergově infarktu, se ředitelem institutu stal Max Horkheimer. Pod jeho vedením byl roku 1932 založen renomovaný teoretický časopis Zeitschrift für Sozialforschung. Vycházel až do roku 1941 a byly zde publikovány odborné studie a analýzy oborů filozofie, sociologie, psychologie, ekonomie, dějin umění, ale také prezentovány vlastní výzkumy IFS. Na stránkách tohoto časopisu vznikla také kritická teorie. Od roku 1930 byl členem ústavu Erich Fromm, jeden z autorů freudomarxismu.
Po nástupu Adolfa Hitlera k moci v roce 1933 emigrovali členové institutu do Paříže a poté do USA. Jejich institut působil v rámci Kolumbijské univerzity do roku 1949, kdy se přestěhoval zpět do Frankfurtu. Roku 1934 vyslyšel Horkheimer žádost Theodora W. Adorna o navázání spolupráce, neboť ho, i přes jeho nevyhovující charakter, považoval za geniálního teoretika. Jejich spolupráce se dále prohlubovala, kdežto spolupráce s Erichem Frommem přestávala být pro Horkheimera tak důležitá. Roku 1939 Fromm odstoupil z doživotní smlouvy a jeho spolupráce s Horkheimerem tak skončila.
Během druhé světové války Horkheimer IFS v takové podobě, jaké existoval od roku 1923, rozpustil a spolek se tak fyzicky rozpadl. Horkheimer, Adorno a Pollock přesídlili do Kalifornie. Ve čtyřicátých letech se zabývali Adornovými a Horkheimerovými filozofickými fragmenty, později vydanými ve sborníku Dialektik der Aufklärung, kde autoři kritizovali průnik mýtu do osvícenského rozumu, a analýzou amerického antisemitismu. Po válce se vrátili do Německa, IFS byl obnoven a Horkheimer se stal roku 1951 rektorem Frankfurtské univerzity.  V 50. letech byl IFS v očích USA pilířem demokratizace a převýchovy německé společnosti. USA zároveň poskytovala IFS finance, takže se mohl rozrůst o další budovu a Horkheimer se stal německým prominentem. Adorno zase navázal vztahy s předními světovými intelektuály a umělci.
Na začátku 60. let převzal po Horkheimerovi vedení Jürgen Habermas, přítel a spojenec Adorna, a Horkheimer se začal stahovat z akademického a veřejného života. IFS byl stále veřejně uznáván, převážně díky tomu, že stále těžil z bohaté a systematické Horkheimerovy práce. IFS také navázal úzkou spolupráci s Herbertem Marcuse, významným představitelem levice. Také se v této době zvyšoval zájem o neomarxistickou literaturu.
Po roce 1967 reprezentoval kritickou teorii nejúspěšněji Marcuse, avšak i on narážel na problém, který v této době postihoval všechny levicové teoretiky. Tento problém spočíval v přenesení teorie do praxe, jak ji světu předvedli levicoví radikálové jako Josef Stalin, Mao Ce-tung, Fidel Castro nebo Ho Či Min. Od této doby se pokusy o revoluci přestaly o kritickou teorii opírat, naprosto pozbyla svého postavení.
Poté začala být kritická teorie a její tvůrci difamováni a často napadáni. Horkheimer v květnu 1967 pochválil „imperialistické“ USA a podpořil válku ve Vietnamu. Protestní hnutí ho obratem označilo za fašistu a imperialistu. Adorno v červnu 1967 odmítl změnit téma své klasicistní přednášky a debatovat se studenty o nové společenské situaci. Také odmítl napsat dobrozdání pro (neoprávněně) zatčeného Fritze Teufla. Získal si tím nálepku „intelektuální impotence“. Po roce 1968 zavrhlo protestní hnutí i Habermase a Marcuseho. Ani pro další protestní skupiny již nebyl IFS dostatečně radikální.
Po úmrtí Adorna (1969) a Horkheimera (1973) se Frankfurtská škola definitivně rozpadla. Na její teoretické dědictví pak navazovali jiní myslitelé, například Jürgen Habermas.

## Oblast zkoumání
V centru pozornosti frankfurtské školy stálo zprvu učení Karla Marxe a Sigmunda Freuda, ústící později v tzv. kritickou teorii (Kritische Theorie), často označovanou jako nedogmatický, neortodoxní neomarxismus. Velkou roli sehrála kritická teorie koncem 60. let 20. století v rámci radikálních studentských hnutí, především pak v Německu. V roce 1967 zastřelila policie na demonstraci studenta, což vyvolalo protestní levicové hnutí, v jehož rámci kolovaly texty kritické teorie.
Směr frankfurtské školy a její kritické teorie společnosti je charakteristický snahou o spojení neortodoxního marxismu s Hegelovou filosofií za využití poznatků např. psychoanalýzy, sociologie, existenciální filosofie. Jejich analýza kapitalistické společnosti byla zásadní kritikou společenských poměrů v podmínkách industrializace, monopolizace a rostoucího významu technologie, ovlivňujících i kulturní vývoj. Zabývali se studiem masové kultury a tzv. kulturního průmyslu (masové produkci zboží určeného ke "konzumaci" ve volném čase), tedy i médii, která se stávají odbytištěm tohoto odvětví. Velkou roli hrála analýza nejen fašismu, ale totalitních režimů vůbec (včetně společností sovětského typu).

## Představitelé
Za hlavní reprezentanty první generace kritické teorie Frankfurtské školy se považují Theodor W. Adorno, Herbert Marcuse, Erich Fromm a Max Horkheimer.
Theodor W. Adorno (1903–1969) pocházel z rodiny, která měla ve společnosti vysoké postavení. Disponoval vysokým intelektem, takže už v 17 letech nastoupil na univerzitu. Zabýval se filozofií, psychologií, sociologií a estetikou. Jeho názory skrze knihy ovlivnili významní lidé jako Marx a Freud. Adorna velice zajímala teorie a komponování hudby – proto se také vydal do Vídně, kde se snažil prosadit – avšak neúspěšně. V roce 1938 v důsledku nástupu nacismu emigroval do USA.
Herbert Marcuse (1898–1979) pocházel stejně jako Adorno z majetné židovské rodiny. Jako mladý student byl od první světové války (roku 1917) krátce členem Sociálnědemokratické strany Německa (SPD) a účastnil se aktivit jejího levicového křídla. Vystoupil v roce 1919, pod dojmem revolučních let 1918 až 1919 (Listopadové revoluce, která z Německa učinila parlamentní demokracii) pro obvinění vůdců SPD – německé vlády vedené sociálními demokraty (v čele s kancléřem Friedrichem Ebertem, který se zanedlouho stal prvním říšským prezidentem Výmarské republiky a byl jím až do své smrti v roce 1925), ze spoluzodpovědnosti za vraždu komunistických vůdců Rosy Luxemburgové a Karla Liebknechta. Později se Marcuse zapojil do činností opozice proti nástupu Hitlera k moci a musel proto v roce 1933 z Německa uprchnout. Pomohl oživit zájem o hegelovský marxismus a představil teorii odcizení v Severní Americe. Ikona amerických konzervativců Ronald Reagan (1911–2004) se jako guvernér Kalifornie zasadil o to, aby byl Marcuse propuštěn ze svého místa na Kalifornské univerzitě v San Diegu(UCSD), když počátkem léta 1968 rozeslal dopisy správcům a rektorům všech státních vysokých škol a univerzit, v nichž vyjádřil politování nad „atmosférou násilí“, kterou kampusy vytvářejí a napsal: „Nemocná komunita kampusů v Kalifornii je v mnoha ohledech zodpovědná za nemocnou komunitu v jejich okolí.“ Marcuse byl nejzarytějšími kritiky vykreslován jako extremistický radikál, některé z jeho myšlenek však vystihly důležité pozdější trendy – zvrácenost v kulturním průmyslu (později představovanou vystavováním „extrémních vylepšení vzhledů“ jako profesionální úpravy make-upů, účesů atp., neskutečné reality show i televizními války typu „šok a hrůza“) i míra starého freudovského důrazu na sexuální represi nevystihující přesycenost společnosti sexuálními obrazy vytvářejícími nerealistická a v konečném důsledku represivní očekávání o možné podobě sexuálních svobod (představované hnutím gayů a leseb, jejichž politických a kulturních požadavků byl Marcuse raným stoupencem). Stejně jako další intelektuálové jeho doby se mýlil v tom, že problémy nedostatku (chudoby) a třídní (sociální) nerovnosti jsou v moderních západních společnostech v podstatě vyřešeny.
Erich Fromm (1900–1980) zaujímá zvláštní místo mezi představiteli frankfurtské školy a v mnohem přispěl, zejména v období své činnosti v USA, k přeměně teorie Sigmunda Freuda v sociologické učení – ač Freudův žák, cítil averzi k freudovské ortodoxii a jako významný představitel neo-freudovského revizionismu zpochybnil názor, že sexuální pud (instinkt, libido) hraje nanejvýš důležitou roli a snažil se důsledky Freudových objevů rozvinout a aplikovat je na širší společenské a politické otázky.:s.185 Pocházel z ortodoxního rabínského prostředí. Studoval filozofii, sociologii a psychologii. Pohyboval se v náboženském prostředí, od kterého ovšem postupně přešel k ateistickému humanismu a marxismu. Působil jako vedoucí analytik v Ústavu pro sociální výzkum a stál u zrodu Psychoanalytického institutu ve Frankfurtu. Po odchodu z Ústavu pracoval ve Spojených státech amerických jako psychoanalytik. Popularitu u široké veřejnosti si poprvé získal svou knihou Strach ze svobody vysvětlující podvědomý strach člověka ze svobody a přitažlivost autoritarismů (autoritářských politických systémů).
Max Horkheimer (1895–1973) pocházel z velkoprůmyslové rodiny. Se svým „nadřazeným“ postavením se složitě vyrovnával. V Mnichově studoval filozofii a sociologii, ve Frankfurtu se poznal s Theodorem Adornem a v roce 1930 se dostal do čela vedení Ústavu pro sociální výzkum.